# リック・ユーン
- リック・ユン

リック・ユーン（Rick Yune, 1971年8月22日 - ）は、アメリカ合衆国の俳優、ファッションモデル。弟は俳優のカール・ユーン。

## 来歴
ワシントンD.C.に生まれる。韓国系アメリカ人。
地元にはアジア人がほとんどおらず、常に疎外感を覚えていたという。その反動から他人種と頻繁に揉め事を起こし、喧嘩に明け暮れる荒んだ少年時代を過ごす。見かねた両親は、彼を更生させるためミリタリー・スクールに通わせた。
その後、全寮制のミッション・スクールを経て、アイビー・リーグのペンシルベニア大学ウォートン校を卒業。在学中はファッションモデルとして活動しており、アジア人として初めてヴェルサーチ、ラルフ・ローレンのモデルを務めた。
大学卒業後はウォール街のヘッジファンドでブローカーとして働いていたが、やがて俳優に転向することを決意する。
1999年に『ヒマラヤ杉に降る雪』のオーディションに合格し、工藤夕貴演じるハツエ・ミヤモトの夫、カズオ・ミヤモト役で俳優デビューを果たす。
その後も2001年の『ワイルド・スピード』（ジョニー・トラン役）、2002年の『007 ダイ・アナザー・デイ』（ムーン大佐の右腕=ザオ役）、2013年の『エンド・オブ・ホワイトハウス』（北朝鮮出身テロリストのリーダーであるカン役）といった大作に準主役級で出演。
近年は『CSI:科学捜査班』や『Hawaii Five-0』、『プリズン・ブレイク』等のテレビドラマにもゲスト出演している。
また、2002年には『ピープル』誌で「最も美しい50人」の1人に選ばれている。

## 私生活
テコンドー、ボクシング、レスリング、野球等、幅広いスポーツ経験を持つ。19歳のときにはテコンドーでオリンピック出場資格を得ている。
ナスターシャ・キンスキー、ダニア・ラミレスとの交際経験がある。

## 主な出演作品

### 映画
| 公開年 | 邦題 原題                                         | 役名                   | 備考         | 吹き替え                                                         |
| ------ | ------------------------------------------------- | ---------------------- | ------------ | ---------------------------------------------------------------- |
| 1999   | ヒマラヤ杉に降る雪 Snow Falling on Cedars         | カズオ・ミヤモト       |              | 高瀬右光                                                         |
| 2001   | ワイルド・スピード The Fast and the Furious       | ジョニー・トラン       |              | 中田和宏(ソフト版) 池田秀一(テレビ朝日版) 鈴村健一(ザ・シネマ版) |
| 2001   | The Fence                                         | ラッキー・チャン       |              |                                                                  |
| 2002   | 007 ダイ・アナザー・デイ Die Another Day          | ザオ                   |              | 楠大典 (ソフト版) 池田秀一 (テレビ朝日版)                        |
| 2008   | ジェット!! The Fifth Commandment                  | ジェット               | 兼脚本・製作 |                                                                  |
| 2008   | アローン・イン・ザ・ダークII Alone in the Dark II | エドワード・カーンビー | 兼製作       | 阪口周平                                                         |
| 2009   | ニンジャ・アサシン Ninja Assassin                 | 武                     |              |                                                                  |
| 2009   | Beyond Remedy                                     | リー医師               |              |                                                                  |
| 2011   | China-Town                                        | 男                     | 短編映画     |                                                                  |
| 2012   | アイアン・フィスト The Man with the Iron Fists    | ゼン・イー             |              | 加藤頼                                                           |
| 2013   | エンド・オブ・ホワイトハウス Olympus Has Fallen   | カン                   |              | 山野井仁                                                         |
| 2020   | アース・フォール JIU JITSU Jiu Jitsu              | キャプテン・サンド     |              |                                                                  |
| 2023   | テトリス Tetris                                   | Larry                  |              | 不明                                                             |

### テレビシリーズ
| 放映年    | 邦題 原題                                       | 役名             | 備考                                   | 吹き替え |
| --------- | ----------------------------------------------- | ---------------- | -------------------------------------- | -------- |
| 2000      | Any Day Now                                     | トゥアン         | 第3シーズン第4話「The Dust of Life」   |          |
| 2001      | 5人の女刑事たち ザ・ディヴィジョン The Division |                  | 第1シーズン第13話「Partners in Crime」 |          |
| 2002      | マッドTV! MADtv                                 | 本人役           | 第8シーズン第7話                       |          |
| 2005      | エイリアス Alias                                | カズ・タカザキ   | 計2話出演                              |          |
| 2005      | ボストン・リーガル Boston Legal                 | トロイ・ラン     | 第1シーズン第14話「BSE裁判」           |          |
| 2006      | CSI:科学捜査班 CSI: Crime Scene Investigation   | ロバート・シン   | 第7シーズン第3話「霊安室の声」         |          |
| 2011      | Futurestates                                    | ジョナサン・パク | 第2シーズン第2話「Remigration」        |          |
| 2013      | Hawaii Five-0 Hawaii Five-0                     | ハン・ジウン     | 第3シーズン第20話「帰還」              |          |
| 2014-2016 | マルコ・ポーロ Marco Polo                       | カイドゥ         | 計15話出演                             |          |
| 2017      | プリズン・ブレイク Prison Break                 | ジャ             | 計6話出演                              | 森田了介 |

### コンピュータゲーム
| 年   | 邦題 原題                    | 役名 | 備考     |
| ---- | ---------------------------- | ---- | -------- |
| 2006 | Scarface: The World Is Yours |      | 声の出演 |

### ミュージックビデオ
| 年   | 歌手 題名                  | 役名           | 備考 |
| ---- | -------------------------- | -------------- | ---- |
| 1997 | SWV ft. Puff Daddy Someone | 中国系ギャング |      |
| 2004 | VS Call U Sexy             | バイカー       |      |